# Branná
Branná (in tedesco Goldenstein) è un comune della Repubblica Ceca facente parte del distretto di Šumperk, nella regione di Olomouc.